# ماریو مانیوتسی
ماریو مانیوتسی (به ایتالیایی: Mario Magnozzi) بازیکن فوتبال اهل ایتالیا است 

## تیم ملی
از سال ۱۹۲۴ میلادی عضو تیم ملی فوتبال ایتالیا بوده و در ۲۹ بازی ملی حضور داشته‌است. او در بازی‌های ملی‌اش ۱۳ گل به ثمر رساند.
ماریو مانیوتسی آخرین بازی ملی خود را در سال ۱۹۳۲ میلادی انجام داد.